# شوتای
شوتای (به ژاپنی: 昌泰 Shōtai) نام یک عصر تاریخی ژاپنی (نِنگُو) بود. این عصر بعد از عصر کانپیو و قبل از عصر انگی قرار داشت و از آوریل ۸۹۸ تا ژوئیه ۹۰۱ میلادی به طول انجامید. در طی این عصر امپراتور دایگو حکمران ژاپن بود.